# Ora (Olaszország)
Ora, németül: Auer, település Olaszországban, Bolzano autonóm megyében (Dél-Tirolban). Lakosainak száma 3866 fő (2023. január 1.). Ora Aldino, Montagna, Vadena, Bronzolo és Termeno sulla Strada del Vino községekkel határos.

## Népesség
A település népességének változása:
| Lakosok száma | 3699 | 3795 | 3866 |
|               | 2017 | 2018 | 2023 |

## Ismert személyek
- Itt hunyt el 1918. február 27-én Frint János, az Osztrák–Magyar Monarchia ászpilótája

## Közlekedése
A település egyik vasútállomása 1963-ban bezárt, most már csak egy állomás szolgája ki a települést.